# 卡特琳·马特舍罗特
卡特琳·马特舍罗特（德語：Katrin Mattscherodt，1981年10月26日—），德国女子速度滑冰运动员。她曾代表德国获得2010年冬季奥运会速度滑冰比赛女子团体追逐赛金牌。她在该届冬奥会也参加了3000米和5000米的比赛，其中3000米获得第13名，5000米则被取消成绩。